# David Foster (musicus)
David Foster (Victoria (Canada), 1 november 1949) is een meervoudig Grammy Award-winnaar, producent, componist en arrangeur. Hij is tevens onderscheiden met de Orde van Canada en de Orde van Brits-Columbia.
David Foster maakte tussen 1971 en 1973 deel uit van de Canadese pop/rockband Skylark, die in 1972 het nummer "Wildflower" uitbracht.

## Carrière
Hij schreef de partituur voor de film St. Elmo's Fire, waar twee hits uit voortkwamen waaronder het instrumentale liefdesthema. Het andere nummer, de nummer 1-hit "St. Elmo's Fire (Man in Motion)", is opgenomen door John Parr. Het nummer is feitelijk geschreven voor de Canadese rolstoelactivist en atleet Rick Hansen, die in zijn rolstoel (hij is verlamd als gevolg van een val uit een pick-uptruck) door 34 landen trok om geld in te zamelen voor kankeronderzoek. In Canada wordt hij beschouwd als een held en hij heeft het Rick Hansen Man in Motion Fonds opgericht.
Hij produceerde het debuutalbum van The Corrs, Michael Bublé, Renee Olstead en Josh Groban en die allemaal onder zijn eigen label 143 Records werden uitgebracht en door Warner Music werden gedistribueerd. Ook was hij een van de leidinggevende producenten van John Stevens' debuut-cd Red (2005).
Samen met R&B-zanger Kenneth "Babyface" Edmonds componeerde hij "The Power of a Dream", het officiële lied van de Olympische Spelen in 1996 (op tekst van Linda Thompson en gezongen door Céline Dion). Voor de Olympische Winterspelen 1988 (Calgary, Alberta) schreef hij de herkenningsmelodie "Winter Games". Het nummer is ook onderdeel van een van de meest populaire fonteinshows in het vakantieoord Bellagio in Las Vegas.
David en zijn vrouw waren betrokken bij humanitaire zaken en schreven het nummer "Voices that Care", dat gedoneerd werd aan het Amerikaanse Rode Kruis en de "Verenigde Dienstorganisaties" (United Service Organization).
In 1996 richtte David Foster het "David Foster Fonds" op, waarin hij zijn tijd en talent overvloedig stopt om geld in te zamelen en daarmee Canadese kinderen te helpen die een orgaantransplantatie nodig hebben.
In het najaar van 2007 kwam het nieuwe album The Hills uit van Heidi Montag op het label 143 Records; het is door David Foster geproduceerd.

## Prijzen
David Foster verwierf de ereblijk als "Tekstschrijver van het Jaar" van BMI (Broadcast Music, Incorporated) voor zijn composities. Hij won veertien Grammy Awards (drie daarvan voor "Producer van het Jaar"). Hij werd in totaal 42 keer genomineerd.
In 1992 werd hij, samen met zijn vrouw Linda Thompson, actrice en tekstschrijfster met wie hij in 1991 trouwde, genomineerd voor zowel een Grammy Award als ook voor een Academy Award voor Beste Song voor hun compositie "I Have Nothing" uit de film The Bodyguard (1992).
In 1997 werd David Foster geëerd met de United States Children's Choice Award van het "Neil Bogart Memorial Fund" voor zijn ondersteuning van onderzoekswerk naar kanker, leukemie en aids bij kinderen.
In 1998 werd hij ingehuldigd in de Canadese Music Hall of Fame.
Hij werd drie keer genomineerd voor een Academy Award voor Beste Song. Voor het nummer "The Prayer" (1999 - gezongen door Céline Dion en Andrea Bocelli) uit de animatiefilm Quest for Camelot ontving David Foster een Golden Globe Award.
Hij heeft sinds 2002 een ster op Canada's Walk of Fame.
In 2003 ontvingen David en Linda Foster een Emmy Award voor "Opmerkelijke Muziek" voor "Het Concert voor Wereld Kinderdag".
Als blijk van erkenning voor zijn succesvolle verrichtingen en humanitaire werk, mag David Foster zich sinds februari 2006 Officier in de Orde van Canada noemen (Canada's hoogste eremedaille voor burgers), heeft hij in maart 2007 de Orde van Brits-Columbia ontvangen en een eredoctoraat van de universiteit van Victoria.
In 2013 kreeg hij een ster op de Hollywood Walk of Fame.

## Televisie
Tijdens de zomer van 2005 werd de realitysoap The Princes of Malibu uitgezonden op de zender Fox, over het privéleven van David Foster. Hierin doet hij een poging zijn twee verwende stiefzoons hun leven te beteren en dwingt hen een baan te gaan zoeken. De zoons zijn van Linda Thompson en olympisch tienkamper Bruce Jenner. De serie werd beschouwd als een slechte poging de beide stiefzoons beroemd te maken, maar de poging mislukte. Het leek meer een toneelstuk, dan een "realityserie". David Foster kwam over als een zeurende vader en de serie werd al snel stopgezet. Rond die tijd vroeg zijn vrouw een echtscheiding aan.
In 2006 verscheen hij als speciale gast in het programma American Idol (als mentor) en als jurylid in Nashville Star (een reality spelprogramma). Ook was hij jurylid in het interactieve spelprogramma Celebrity Duets op Fox.

## Privé
David Foster is vijf keer gehuwd geweest, namelijk:
- 1972-1980 met B.J. Cook - dochter Amy Foster-Gillies is zangeres en tekstschrijfster (met wie hij samenwerkte);
- 1982-1986 met Rebecca Foster - drie kinderen: Sara (actrice), Erin (actrice) en Jordan;
- 1991-2006 met Linda Thompson - stiefvader van Brandon en Brody Jenner;
- 2011-2016 met het voormalige Nederlandse model Yolanda Hadid - stiefvader van Gigi, Bella en Anwar Hadid;
- 2019-heden met zangeres en actrice Katharine McPhee. Katharine beviel op 22 februari 2021 van hun eerste zoontje samen.

Ook heeft hij toen hij 20 was een dochter gekregen genaamd Georgiana, zij is ter adoptie afgestaan. Toen Georgiana, door haar adoptieouders Allison genoemd, 32 was, heeft zij contact opgenomen en zijn zij weer verenigd.

## Discografie

### Albums
| Album met eventuele hitnotering(en) in de Nederlandse Album Top 100 | Datum van verschijnen | Datum van binnenkomst | Hoogste positie | Aantal weken | Opmerkingen                                |
| ------------------------------------------------------------------- | --------------------- | --------------------- | --------------- | ------------ | ------------------------------------------ |
| The best of me                                                      | 1983                  | -                     |                 |              |                                            |
| David Foster                                                        | 1986                  | -                     |                 |              |                                            |
| The symphony sessions                                               | 1988                  | -                     |                 |              |                                            |
| Time passing                                                        | 1989                  | -                     |                 |              |                                            |
| River of love                                                       | 1990                  | -                     |                 |              |                                            |
| Rechordings                                                         | 1991                  | -                     |                 |              |                                            |
| A touch of David Foster                                             | 1992                  | -                     |                 |              | Verzamelalbum                              |
| The Christmas album                                                 | 1993                  | -                     |                 |              |                                            |
| Love lights the world                                               | 1994                  | -                     |                 |              |                                            |
| The best of me: A collection of David Foster's greatest works       | 2000                  | -                     |                 |              | Verzamelalbum                              |
| Love stories                                                        | 2002                  | -                     |                 |              | Verzamelalbum                              |
| Hit man                                                             | 2008                  | -                     |                 |              | als David Foster & Friends                 |
| The magic of David Foster & Friends                                 | 2010                  | -                     |                 |              | als David Foster & Friends / Verzamelalbum |
| Hit man returns                                                     | 04-03-2011            | 10-03-2012            | 98              | 1            | als David Foster & Friends                 |

### Singles
| Single met eventuele hitnotering(en) in de Nederlandse Top 40 | Datum van verschijnen | Datum van binnenkomst | Hoogste positie | Aantal weken | Opmerkingen            |
| ------------------------------------------------------------- | --------------------- | --------------------- | --------------- | ------------ | ---------------------- |
| Love theme from St. Elmo's Fire (for just a moment)           | 1985                  | -                     |                 |              |                        |
| The best of me                                                | 1986                  | -                     |                 |              | met Olivia Newton-John |
| Winter games (Can't you feel it)                              | 1988                  | -                     |                 |              | met Céline Dion        |
| O Canada                                                      | 2001                  | -                     |                 |              | met Lara Fabian        |
| Teko’s theme                                                  | 2003                  | -                     |                 |              | met Nita Whitaker      |

### Albums metSkylark
- 1972 Skylark
- 1974 2 Skylark

### Albums metAttitudes
- 1976 Attitudes
- 1977 Good News

### Album metAirplay
- 1980 Airplay

## Trivia
De single "Winter Games (Can't you feel it)" uit 1988 is de officiële herkenningsmelodie voor de Olympische Spelen in Calgary, gezongen door Céline Dion tijdens de slotceremonie.